# Die Spur des Bernsteinzimmers
Die Spur des Bernsteinzimmers ist ein deutscher Spielfilm von Roland Gräf aus dem Jahr 1992, der in Co-Produktion der DEFA und des WDR entstand.

## Handlung
Anwältin Lisa Mohrbrink und ihr Freund, der Musikwissenschaftler Ludwig Kollenbey, sind in Dresden und besuchen in der Semperoper eine Aufführung von Richard Wagners Das Rheingold. Anschließend wollen sie sich mit Lisas Vater treffen, finden ihn jedoch unweit der Oper tot auf. Die Ermittlungen ergeben Herzversagen, doch glaubt Lisa diesem Ergebnis nicht. Auf der Beerdigung sieht sie einen ihr unbekannten Mann. Wenig später bringt ein Postbote ein vom Vater an seinem Todestag verschicktes Paket an einen gewissen Max Buttstädt in Plauen zurück. Auf das Paket hat er geschrieben, dass er nur ein Köder war und nun gefressen werden wird – der Vater beschäftigte sich seit geraumer Zeit mit dem Verbleib des Bernsteinzimmers und galt als Experte im Bereich Bernstein. Lisa begibt sich nach Plauen und spürt Buttstädt schließlich in Friedrichroda auf. Er ist ein pensionierter Polizist und rät Lisa, nicht weiterzuforschen. Auf dem Weg nach Plauen und später in ihrem Hotel in Friedrichroda sieht Lisa den ihr unbekannten jungen Mann wieder und bekommt heraus, dass es sich um einen gewissen Siegfried Emmler handelt. Sie folgt ihm heimlich und sieht schließlich, wie sich Emmler mit Buttstädt trifft. Später stellt sie Buttstädt zur Rede und er erklärt ihr die Hintergründe. Emmlers Vater und andere Männer wie zum Beispiel ein gewisser Galitsch waren einst am Verbergen des Bernsteinzimmers beteiligt. Emmler wiederum glaubt, das Versteck des Bernsteinzimmers, zu dem es nur den Hinweis „B. Sch. W. R. IV“ gibt, gefunden zu haben.
Über eine einfache Schlussfolgerung kriegt Lisa heraus, dass es sich bei B. Sch. um die Burg Schönfels handeln muss. Sie sucht Emmler auf, findet in seiner Wohnung jedoch zunächst Ludwig vor. Er hatte von Buttstädt eine gefälschte Nachricht erhalten, mit der er zu Emmler und damit auch zu Lisa geholt wurde. Wie Lisa hat Emmler auch die Burg Schönfels als mögliches Versteck des Bernsteinzimmers ausfindig gemacht. Eine erhaltene Postkarte von Emmlers Vater, die die Göltzschtalbrücke und einen Reim enthält, identifiziert Ludwig wiederum als den Verweis von Wagners Rheingold, vierter Satz – W. R. IV. Er enthält einen Hinweis zu einer Brücke samt Sonnenauf- und -untergangsszenario. Als Ludwig und Emmler beim Sonnenaufgang auf der Göltzschtalbrücke stehen, zeigen die gebündelten Sonnenstrahlen auf einen Punkt am Wehr der Burg Schönfels. Beide Männer erforschen die Stelle und finden hier eine verborgene Tür, die sie ins Innere des Berges führt. Unbemerkt hat sie beim Einstieg der zwielichtige Costello beobachtet. Er will das Geheimnis des Bernsteinzimmers um jeden Preis bewahren. Von den Nachforschungen hat er über den Pfarrer des Dorfes erfahren, bei dem Lisa Hinweise zum Tod von Emmlers Vater eingeholt hat. Mit dem Pfarrer lockte er Lisa in einen Hinterhalt und erfuhr von ihr, dass die beiden Männer am Wehr sind. Costello kommt jedoch zu spät, um beide Männer am Einstieg in den Berg zu hindern. Im Berg wiederum finden Ludwig und Emmler zwar Kisten vor, die jedoch nur NS-Devotionalien, Waffen und Falschgeld enthalten. Beide sind frustriert und rufen Buttstädt an, der zugibt, von der falschen Spur auf der Karte gewusst zu haben. Emmler und Ludwig kehren zu Emmlers Haus zurück. Hier hat Costello inzwischen das Gas aufgedreht, Emmler schaltet das Licht ein und kommt bei der anschließenden Explosion ums Leben.
Costello entführt Ludwig, der ihn zu Buttstädt bringen soll. Lisa kommt vor beiden bei Buttstädt an. Sie bedroht ihn mit einer Pistole, habe er doch für einen Scherz ihr aller Leben aufs Spiel gesetzt. Buttstädt eröffnet ihr, dass ihr Vater in Wirklichkeit ein Schreibtischtäter war, der unter anderem ihn damals ins KZ gebracht habe. Er hat unter der Identität des ermordeten Kunsthändlers Mohrbrink weitergelebt. Buttstädt verfolgt seinen eigenen Plan. Er lässt Lisa in seiner Wohnung zurück und geht mit einer Pistole bewaffnet aus dem Haus. Kurze Zeit später erscheint Costello in der Wohnung und bedroht Lisa. Die Nachbarin Frau Ladenthin kommt in die Wohnung, da sie dem Geburtstagskind Buttstädt eine Torte bringen will. Beiden Frauen gelingt es, Costello zu überwältigen und zu fesseln. Lisa erfährt, wo Ludwig gefangen gehalten wird, und fährt los, um ihn zu befreien. Costello wiederum gelingt die Flucht, kurz nachdem er Frau Ladenthin erschossen hat. Er begibt sich in das Hotel Reinhardsbrunn, wo der Schweizer Uhrenhersteller Dr. Kobler gerade eine Kooperation zwischen dem Schweizer Unternehmen und der Uhrenmanufaktur Ruhla bekanntgibt. Später zieht sich Kobler in ein Zimmer zurück, das gerade umgebaut wird. Hier erscheint Buttstädt, der in seinem ganzen Handeln nur Kobler aus der Schweiz nach Deutschland locken wollte: Er hat Kobler längst als Standartenführer Galitsch, einen NS-Verbrecher, entlarvt. Er hat damals in diesem Raum das Bernsteinzimmer gesehen, doch war es plötzlich verschwunden. Galitsch eröffnet ihm, dass das Zimmer immer noch da ist. Der Bernstein wurde unter den Holzverkleidungen an der Wand verborgen, die die gleichen wie vor fast 50 Jahren sind. Costello erscheint und erschießt Buttstädt. Mit Kobler begibt er sich zum Auto, mit dem er in die Schweiz zurückfahren wird. Der schwerverletzte Buttstädt schleppt sich heimlich in den Kofferraum von Koblers Wagen, wo er verstirbt. Seine Leiche wird an der Grenze entdeckt – Buttstädts späte Rache. Lisa und Ludwig wissen von den Entwicklungen nichts. Sie wollen sich am nächsten Tag mit Buttstädt treffen und beschließen, die Nacht im Hotel Reinhardsbrunn zu verbringen. Hier beginnen die Renovierungsarbeiten. Die Holzverkleidungen werden abgerissen und zusammen mit dem Putz der Wände in die Müllcontainer geworfen. Hier sieht man den Bernstein aus den Trümmern hervorleuchten, ohne dass es jemand bemerkt.

## Produktion

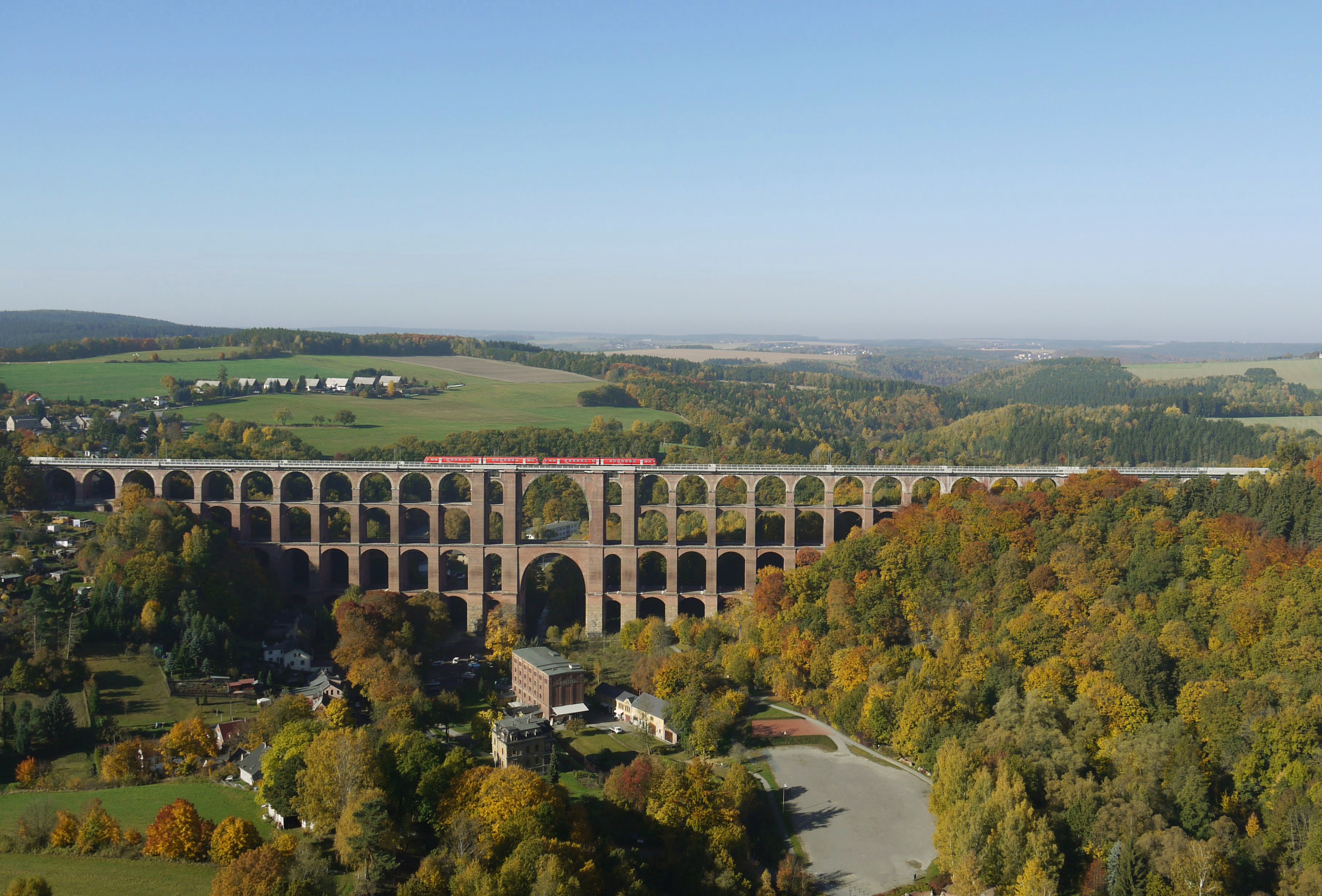
Die Göltzschtalbrücke, ein Drehort des Films

Die Spur des Bernsteinzimmers wurde unter anderem in Dresden und an der Göltzschtalbrücke gedreht. Der Film beruht auf einem Szenario Thomas Knaufs aus dem Jahr 1988. Die Kostüme schuf Christiane Dorst, die Filmbauten stammen von Dieter Döhl. Der Film hatte am 30. September 1992 im Berliner Filmtheater Friedrichstraße seine Premiere und lief am 28. Juli 1995 in der ARD erstmals im Fernsehen. Im Jahr 2007 erschien er auf DVD. Es war der letzte Kinofilm, den Roland Gräf realisierte.
Die Filmmusik ist aus Wagners Oper Das Rheingold, eingespielt von der Staatskapelle Dresden unter der Leitung von Marek Janowski und vom Orchester der Deutschen Oper Berlin dirigiert von Jiří Kout, entnommen. Zu sehen sind außerdem zu Beginn des Films Ausschnitte dieser Oper aus einer Aufführung der Deutschen Oper Berlin in einer Inszenierung von Götz Friedrich (in der Filmhandlung verlegt an die Dresdner Semperoper).

## Kritik
Der film-dienst lobte vor allem den Beginn des Films, der „dicht inszeniert…“ und hervorragend gespielt sei, jedoch im Laufe der Handlung an „aufgesetzte[r] Komik und überfrachtete[n] Handlungsfäden“ leide. Der Spiegel befand, dass Roland Gräf den Film mit „Reißer-Requisiten … aufzumöbeln versucht“. Für Cinema war der Film eine „Schnitzeljagd ohne großen Nährwert“.